# Waterworks
"Waterworks" es el duodécimo y penúltimo episodio de la sexta temporada de Better Call Saul, serie de televisión derivada de Breaking Bad. Fue escrito y dirigido por Vince Gilligan. El episodio se emitió en AMC y AMC+ el 8 de agosto de 2022, antes de debutar en línea en ciertos territorios en Netflix al día siguiente. El episodio tiene lugar principalmente después de los eventos de Breaking Bad, explorando la nueva vida de Kim Wexler en Florida mientras continúa la historia de Gene Takavic en Omaha, Nebraska.
"Waterworks" recibió elogios de la crítica, particularmente por la dirección y el guion de Gilligan, la cinematografía y la interpretación de Rhea Seehorn como Kim. Un estimado de 1.32 millones de espectadores vieron el episodio durante su primera transmisión en AMC.

## Trama
En 2004, en Albuquerque, Nuevo México, Kim ultima su divorcio con Jimmy, ahora transformado en Saul Goodman. Afuera de la oficina de Saul, Kim tiene una conversación con Jesse Pinkman, un amigo del último cliente de Saul, Emilio Koyama. Jesse la reconoce por haber defendido a su amigo Combo años atrás; nota la publicidad sospechosa de Saul y le pregunta si es un buen abogado; Kim responde que lo era cuando lo conoció.
En 2010, Kim se ha establecido en Titusville, Florida, donde lleva un estilo de vida suburbano mundano con un novio llamado Glenn, ha cambiado su look y tiene un trabajo de oficina en Palm Coast Sprinkler. Ella evita repetidamente dar su opinión o tomar decisiones. Mientras está en el trabajo, recibe una llamada de Jimmy para saber cómo está; Kim, paralizada, le pide que se entregue. Jimmy se niega enojado, desafiándola a entregarse por su participación en la muerte de Howard. Kim dice que está feliz de que Jimmy esté vivo y cuelga.
Kim vuela a Albuquerque y visita el juzgado; luego se encuentra con Cheryl, la viuda de Howard, a quien le da una confesión escrita que detalla el complot de ella y Jimmy para desacreditar a Howard, así como la verdad sobre su muerte. Kim dice que presentó la declaración jurada al fiscal de distrito, pero señala que es posible que no enfrente un proceso judicial debido a la falta de pruebas físicas o testigos; Cheryl le insinúa a Kim que puede presentar una demanda civil contra ella. Esa noche, sufre un colapso emocional mientras viaja en autobús de regreso al aeropuerto.
En Omaha, Nebraska, Gene irrumpe en la casa de Lingk, el último objetivo de su esquema de robo de identidad, y localiza sus registros financieros y contraseñas de cuentas mientras está inconsciente. Gene se demora cuando comienza a contemplar la casa y roba algunos de los relojes de pulsera de Lingk de su loft en el segundo piso. Lingk se despierta de repente y se sienta en las escaleras del desván; Gene se prepara para golpear a Lingk con una urna que contiene las cenizas de su perro, pero Lingk se desmaya de nuevo. Afuera, Jeff entra en pánico cuando un auto policial se detiene detrás de él y choca su taxi contra un vehículo estacionado; la distracción permite que Gene escape mientras Jeff es arrestado por el robo.
Jeff llama a Gene y le pide que pague la fianza. Luego llama a Marion para pedirle que lo acompañe y le explica que Nebraska no requiere pagar fianza y que tener un familiar presente sería más convincente para las autoridades. Marion se sorprende y sospecha del conocimiento legal de Gene, usa la computadora que Jeff le compró para investigar y descubrir que "Gene" es Saul Goodman. Cuando llega Gene a buscarla y ve que descubrió su pasado, intenta intimidar a Marion para que guarde silencio, pero se retracta cuando ve en sus palabras que la decepcionó; ella usa su botón Life Alert para llamar a la policía, lo que lo obliga a huir.

## Producción
"Waterworks" fue escrito y dirigido por el creador de Breaking Bad y Better Call Saul, Vince Gilligan. Este es el único crédito de escritura en solitario de Gilligan para la serie, y el primer episodio de televisión que escribió él mismo desde "Felina", el final de la serie Breaking Bad. Gilligan se reincorporó a la sala de escritores de Better Call Saul en la sexta temporada, luego de su salida a principios de la tercera temporada y ceder las funciones de showrunner al co-creador de la serie Peter Gould.
Bob Odenkirk y Rhea Seehorn son los únicos miembros del reparto que figuran en los créditos principales. Seehorn había estado ausente de la serie desde "Fun and Games" tres episodios antes. El episodio respondió a la larga pregunta de los fanáticos y críticos sobre el destino y el paradero de Kim Wexler después de los eventos de Breaking Bad. Gilligan mencionó que, a lo largo de los años, varias personas habían preguntado si Kim había fallecido en esta línea de tiempo. Si bien esta era una posibilidad, el equipo de redacción nunca consideró matar al personaje. Seehorn interpretó que "una parte de ella ha muerto" y su carácter en general como el "caparazón de una persona". Ella había discutido el carácter de Kim con Gould y Gilligan, y señaló que si bien "no había nada malo en su vida, entre comillas", su vida se consideró "trágica" porque "es solo porque sabemos lo que podría haber sido, y su potencial y lo que ella quería, que es tan trágico que no ejerza la abogacía, que no use su cerebro en todo su potencial o su conjunto de habilidades". En su llamada telefónica con Gene, Seehorn interpretó que Kim le había pedido a Gene que se entregara "por amor de que ella dice que esto no puede ser una gran vida, como, entregarse". También agregó que si bien Kim entendió que Gene le había pedido que confesara sus crímenes era una "charla defensiva y reactiva", también era un desafío indirecto a su conciencia, que Seehorn cree que la alienta a "asumir su propia conciencia".
Las escenas de la casa de Kim en Titusville, Florida, se filmaron en Albuquerque, Nuevo México, con pinturas mate digitales utilizadas para dar la ilusión de un ambiente tropical. Otras escenas de Kim conduciendo por Florida y Jimmy conduciendo por Omaha se rodaron en un estudio de sonido en vehículos inmóviles. Las escenas ambientadas en Omaha son predominantemente en blanco y negro, excepto cuando un comercial de Saul Goodman en color se refleja en las gafas de Gene. Gould dijo que este uso del color (que se usó de manera similar en el piloto) era una señal de que Gene recordaba su cariño por su tiempo como Saul. La música de la escena se reutilizó desde el primer episodio y fue la primera composición de Dave Porter para Better Call Saul. El colapso emocional de Kim fue filmado en un autobús real de alquiler de autos que circulaba por Albuquerque International Sunport, en una toma completa. Usando cuatro cámaras para una cobertura de cámara adecuada en Seehorn, Gilligan solo necesitó dos tomas para la escena. La esposa de Gilligan, Holly Rice, tiene un cameo como la pasajera del autobús que se sienta junto a Kim y le pone la mano encima para consolarla.
Aaron Paul repitió nuevamente su papel de Breaking Bad como Jesse Pinkman después de aparecer en el episodio anterior. Su escena, filmada meses antes del episodio para acomodar su agenda, fue filmada con iluminación oscura para ayudar a ocultar su edad. Gilligan dijo que la sala de escritores expresó su entusiasmo por que Jesse compartiera una escena con Kim y "que estos dos mundos chocaran", a pesar de que la escena no avanzaba mucho más en la trama.

## Recepción

### Respuesta crítica

Seehorn recibió elogios de la crítica por su actuación en el episodio.

"Waterworks" recibió elogios de la crítica. En el agregador de reseñas Rotten Tomatoes, el episodio recibió una calificación de aprobación del 100% según 11 reseñas, con una calificación promedio de 9.5/10. El consenso crítico dijo: "Un escaparate deslumbrante para Rhea Seehorn, la penúltima entrega de Better Call Saul examina con nostalgia lo que vino antes mientras prepara la conclusión de esta saga con una tensión agonizante". Recibió cinco de cinco estrellas de Scott Tobias de Vulture, Nick Harley de Den of Geek y Raul Velasquez de Game Rant. Kimberly Potts de The AV Club y Steve Green de IndieWire calificaron el episodio con una "A" y "A-", respectivamente. Harley calificó el episodio como "magistral [y] lleno de momentos emocionantes, comedia negra y revelaciones satisfactorias [y] entre las mejores horas reunidas en verso de Vince Gilligan". Liz Shannon Miller de Consequence dijo que el episodio fue una "clase magistral en hacer que lo mundano parezca importante y lleno de suspenso".
Muchos críticos enfatizaron la actuación de Seehorn como lo más destacado del episodio. Harley calificó la actuación de "trascendente", mientras que Chase Hutchinson de Collider dijo que "aunque Seehorn dice poco en estas escenas, su actuación física es nada menos que reveladora mientras viajamos con ella a través de los escombros de su pasado". Varios críticos destacaron la escena en la que rompe a llorar en el autobús. Alan Sepinwall de Rolling Stone lo calificó como "la mejor escena que Seehorn ha tocado en este programa". Mike Hogan de Vanity Fair la describió como "una secuencia que muestra brillantemente la destreza actoral de Rhea Seehorn, quien ha sido espectacular a lo largo de esta serie".
Los críticos también elogiaron la dirección y el guion de Gilligan, la cinematografía, las actuaciones de Odenkirk y Burnett, la escena entre Kim y Cheryl, y el encuentro de Kim con Jesse. TVLine nombró a Burnett como una mención de honor como "Artista de la semana", para la semana del 13 de agosto de 2022. Escribieron: "El legado de Burnett como ícono de la televisión es incuestionable, pero es bueno ver que todavía puede agregar a ese legado, ¡a los 89 años!, con un trabajo finamente calibrado como este". TV Guide clasificó a "Waterworks" como el quinto mejor episodio del año.

### Calificaciones
Un estimado de 1.32 millones de espectadores vieron "Waterworks" durante su primera transmisión en AMC el 8 de agosto de 2022.